# Evening press
『evening press』（イブニング・プレス）は、2008年10月4日から2009年3月29日までCROSS FMで放送されていたワイド番組である。

## 概要
ナビゲーターの八木徹がニュースキャスターに挑戦していた番組。「HEADLINE NEWS」（ニュース）と「WEATHER INFORMATION」（気象情報）の読み上げも八木自らが行っていた。八木はCMに入る前に、決まって「チューニングはそのままで、○○は○○で」と言っていた。
放送時間は毎週土曜 - 日曜 17:00 - 19:00 （日本標準時）。天神岩田屋新館にあるCROSS FMのサテライトスタジオ「天神きらめき通りスタジオ」からの生放送で、公開形式で行われていた。

## コーナー
- TODAY'S PRESS
- THIS WEEK
- ヤギっち PICK UP
- Adam's Family - 17:20から放送。エフエム九州時代のCROSS FMで八木が担当していた『やぎラッチョー!』からの引き継ぎコーナーで、北九州市立大学准教授のへイルズ・アダムからイギリスの文化と英会話を教わっていた。スポンサーは北九州市立大学。
- 栄光なき偉人達
- あしたのJ - 土曜のコーナー。18:10から放送。スポンサーはゼンリン。